# Jean Keyrouz
Jean Keyrouz, Dżan Kajruz (arab.: جان كيروز, Ǧān Kayrūz, ur. w 1931, zm. 6 grudnia 2024) – libański narciarz alpejski, dwukrotny uczestnik zimowych igrzysk olimpijskich.
Najlepszym wynikiem Keyrouza na zimowych igrzyskach olimpijskich jest 43. miejsce podczas igrzysk w Cortinie d'Ampezzo w zjeździe w 1956 roku.
Keyrouz nigdy nie wziął udziału w mistrzostwach świata.
Keyrouz nigdy nie wystartował w zawodach Pucharu Świata.

## Osiągnięcia

### Zimowe igrzyska olimpijskie
| Igrzyska               | Konkurencja | Czas    | Wynik | Zwycięzca        |
| ---------------------- | ----------- | ------- | ----- | ---------------- |
| Cortina d'Ampezzo 1956 | Zjazd       | 4:57.6  | 43.   | Toni Sailer      |
| Cortina d'Ampezzo 1956 | Gigant      | 4:40.6  | 81.   | Toni Sailer      |
| Cortina d'Ampezzo 1956 | Slalom      | -       | DSQ   | Toni Sailer      |
| Innsbruck 1964         | Zjazd       | 3:40.44 | 74.   | Egon Zimmermann  |
| Innsbruck 1964         | Gigant      | 2:44.51 | 76.   | François Bonlieu |
| Innsbruck 1964         | Slalom      | -       | DNQ   | Pepi Stiegler    |